# Canal de navegación

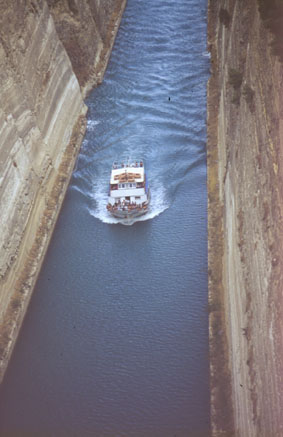
El Canal de Corinto, en Grecia.

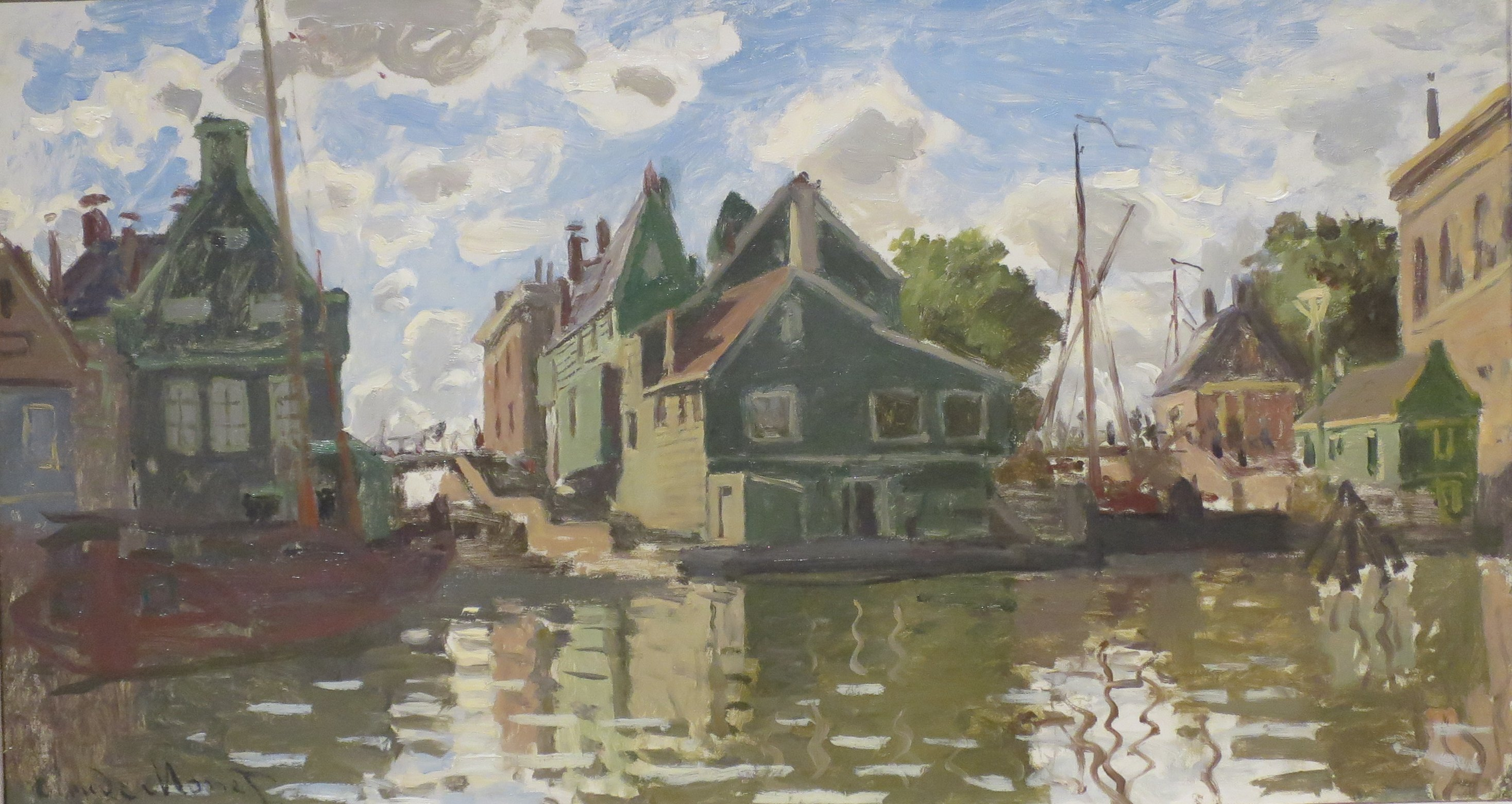
Canal à Zaandam, de Claude Monet (1871).

Un canal de navegación o canal navegable es una vía de agua, a menudo de origen artificial, que generalmente conecta lagos, ríos u océanos. Se utilizan para el transporte, a menudo surcados por barcazas en los canales fluviales y por barcos en los canales que conectan océanos.
Los canales interiores precedieron el desarrollo del ferrocarril durante la Revolución Industrial y algunos de ellos fueron posteriormente secados y utilizados como pasos libres para construir vías férreas.
El estudio de la utilización de los canales se ha desarrollado a lo largo de los siglos por Leonardo da Vinci y otros genios que dedicaron mucha energía a su mejora. Entre otras cosas ha aportado varias ideas para el desarrollo de los canales que circundan Milán, (los llamados “Navigli”) totalmente artificiales, estos conectan la ciudad con los ríos Tesino, y Adda. A través de estos últimos, indirectamente se podía llegar por vías fluviales hasta el lago Mayor hacia el norte, utilizando el río Po, hasta el mar Adriático al este. Utilizando estas vías fluviales, relativamente pequeñas y poco profundas, el transporte de mercaderías se hacía por medio de barcazas de fondo casi plano: por este medio se transportaron en gran medida los materiales de construcción que se utilizaron para la construcción de la ciudad.
Entre los ejemplos de grandes canales que han cambiado en gran medida la economía de enteros continentes están ciertamente el canal de Suez y el canal de Panamá. Con la apertura de estas grandes obras de ingeniería, los tiempos de transporte intercontinentales se redujeron drásticamente y marcaron un crecimiento exponencial del comercio de occidente con el Extremo Oriente.
Otro tipo de canal muy característico es el que permite la navegación al interior de las ciudades. Un ejemplo de canales navegables internos a la ciudad pueden ser los canales de Tarento, donde los canales permiten el acceso de los buques de guerra hasta el Arsenal Militar Marítimo, en la ciudad. Pero el mejor ejemplo es naturalmente el de Venecia: si bien que otras ciudades (por ejemplo Ámsterdam) poseen varios kilómetros de vías navegables en su interior, Venecia es el único ejemplo en el mundo de una ciudad en la cual el único modo de moverse, además del peatonal, es a través de su intrincada red de canales.

## Algunos canales conocidos mundialmente
África

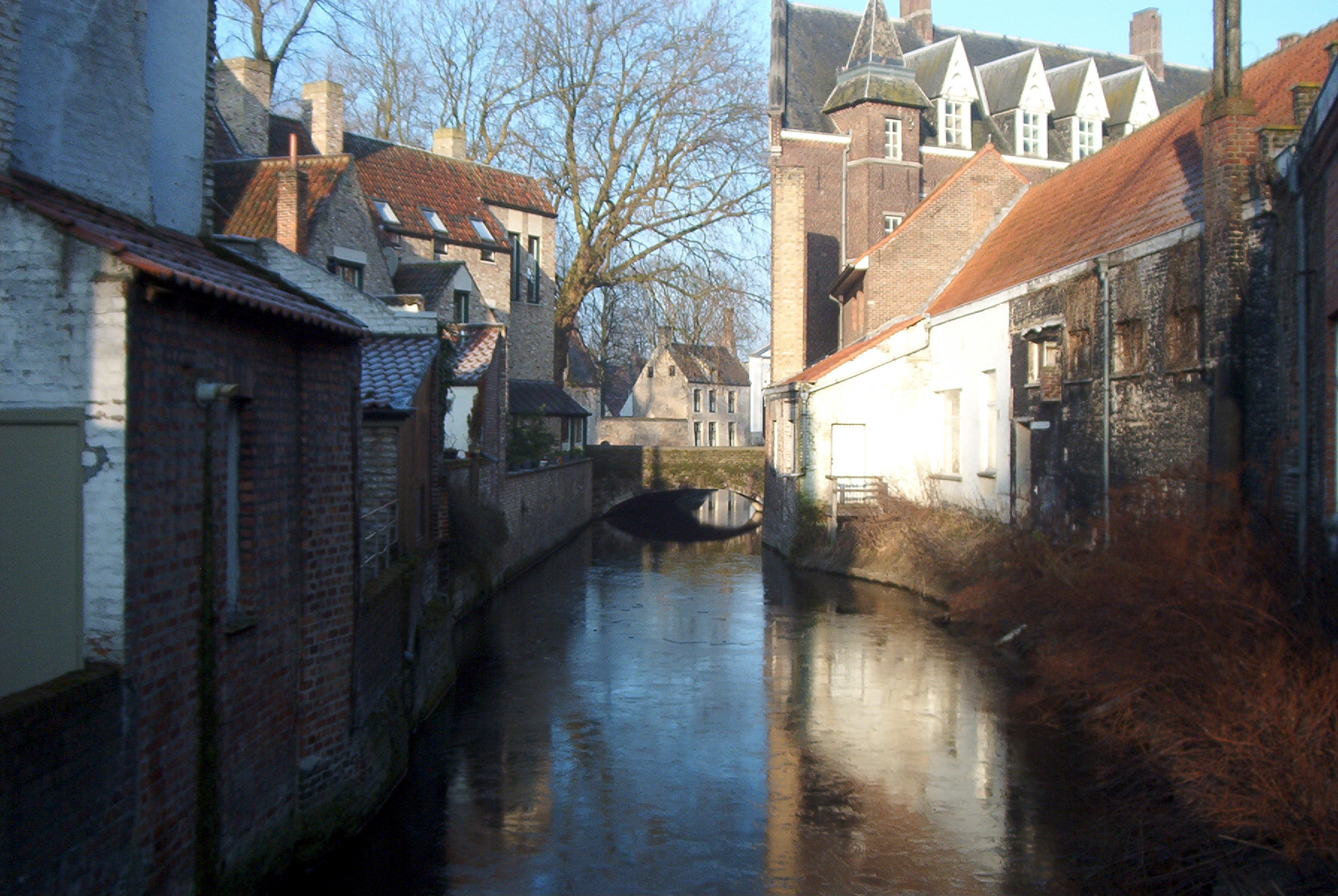
Canales congelados en Brujas (Brugge), Bélgica (1 de enero de 2008).

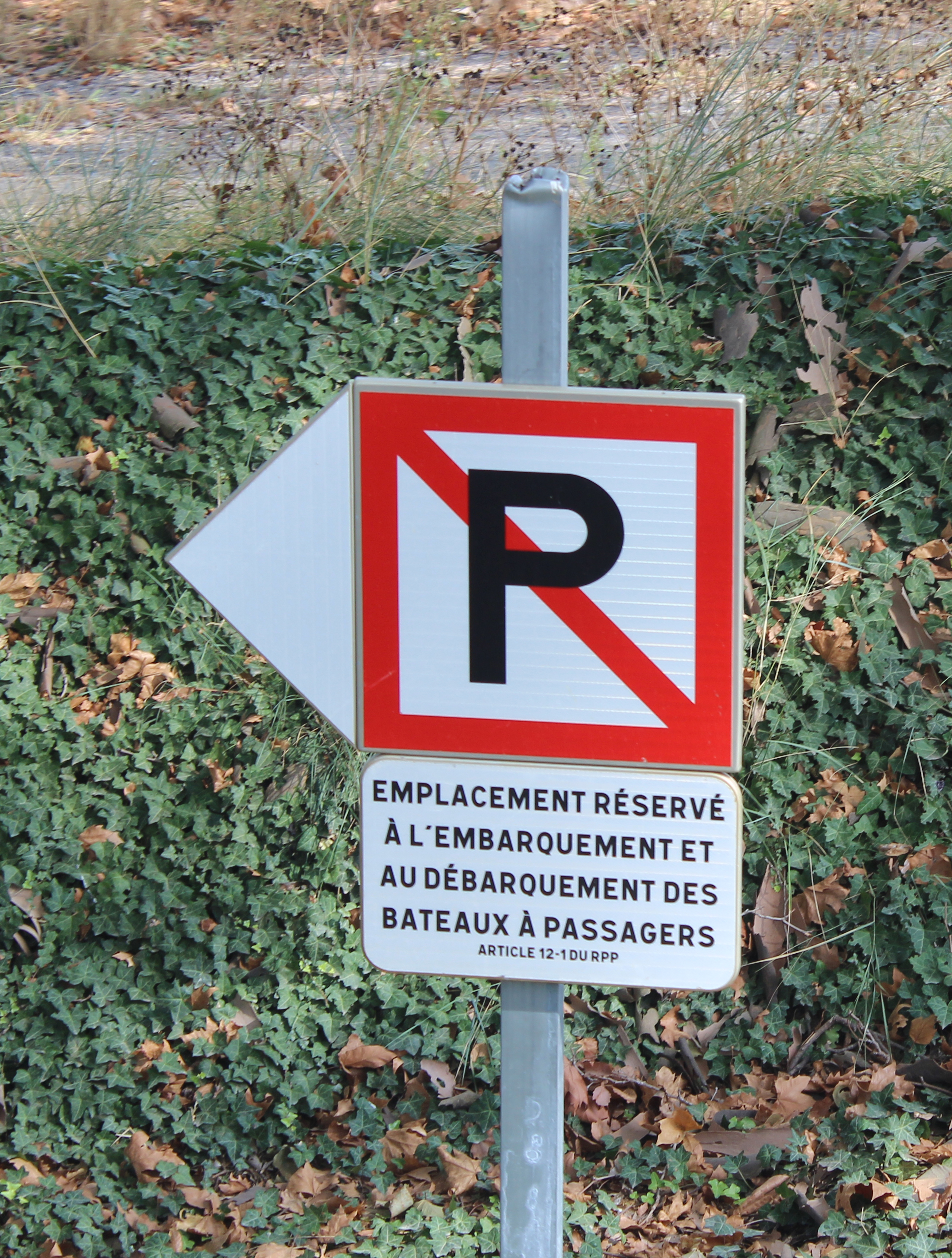
Al igual que en la carretera, el tráfico está regulado por señales. En algunos países las señales de tráfico son cuadradas.

- Canal de Mozambique, divide la costa de Mozambique, en el África Oriental, de la isla de Madagascar
- Canal de Suez, comunica el mar Mediterráneo con el mar Rojo en Egipto

América
- Canal Beagle, comunica Argentina con Chile
- Canal de Chacao, separa la costa suroeste del continente americano de la costa norte de la Isla Grande de Chiloé en Chile
- Canal del Dique, comunica la bahía de Cartagena de Indias con el río Magdalena, Colombia
- Canal de Panamá, comunica el Océano Atlántico y el Océano Pacífico atravesando Panamá
- Canal Pereira Barreto, conecta el Río Tieté con el Río São José dos Dourados en Brasil
- Canal de Zaragoza, comunica el mar Caribe con la bahía de Chetumal, México
- Vía marítima del San Lorenzo
- Vía navegable de los Grandes Lagos

Si bien no están construidos y no hay fechas de inicio de construcción y puesta en funcionamiento, existen desde hace tiempo dos grandes proyectos de canales interoceánicos en Nicaragua (Canal de Nicaragua) y Colombia (Canal del Río Atrato), que buscan comunicar los océanos Atlántico y Pacífico como alternativas al Canal de Panamá, el cual presenta dificultades en tiempos de sequía por el bajo volumen de agua que dificulta el paso por las esclusas de grandes barcos y buques portacontenedores, esperando incluso días en mar abierto mientras llega el turno de cruzarlo.   
Asia
- Gran Canal de China

Existe también un proyecto para la construcción de un canal en el Istmo de Kra, en Tailandia (canal de Tailandia), que permitiría a las embarcaciones cruzar del océano Índico al Pacífico, y viceversa, sin tener que pasar por el Estrecho de Malaca.
Europa
- Canal Alberto, Bélgica
- Canal de Augustów, Polonia
- Canal de Corinto, Grecia
- Canal Danubio-Mar Negro, Rumania
- Canal Dniéper-Bug, Bielorrusia
- Canal de navegación del Duero, Portugal
- Canal Escalda-Rin
- Canal Göta, Suecia
- Canal de La Mancha, divide Reino Unido y Francia, y es el canal donde se construyó el Eurotúnel
- Canal de Saimaa, comunica el Lago Saimaa, con el Golfo de Finlandia, en la frontera de este país con Rusia
- Canal de Telemark, Noruega
- Gran Canal de Venecia, Italia

## En Alemania
- Canal Elba-Lübeck
- Canal de Kiel, comunica el mar del Norte con el mar Báltico
- Canal Rin-Meno-Danubio

## En Canadá
- Canal Rideau
- Canal Welland, conecta el Lago Ontario con el Lago Erie

## En España
- Canal de Castilla
- Canal del Duero
- Canal Imperial de Aragón

## En Estados Unidos
- Canal de Erie, conecta el Río Niágara con el Río Hudson
- Canal de navegación de Houston, conecta el interior de esta ciudad con el Golfo de México

## En Francia
- Gran Canal de Alsacia
- Canal del Este
- Canal del Mediodía
- Canal del Ródano al Rin

## En Reino Unido
- Canal de Caledonia, Escocia
- Canal del Kennet y del Avon
- Canal marítimo de Mánchester

## En Rusia
- Sistema Unificado de Aguas Profundas de la Rusia europea, una red de ríos, lagos y canales, entre ellos:
  - Canal Mar Blanco-Báltico, conecta el Lago Onega con el Mar Blanco, en el norte de Rusia
  - Canal de Moscú
  - Canal Volga-Don
  - Vía navegable Volga-Báltico

## Usos distintos de los canales
- Canales de riego: vías construidas para conducir agua hacia las zonas que requieren complementar el agua precipitada naturalmente sobre el terreno.
- Canales de drenaje